# Jakobneuharting
Jakobneuharting (früher Jacobneuharting) ist ein Gemeindeteil der Gemeinde Frauenneuharting im oberbayerischen Landkreis Ebersberg.

## Lage
Das Kirchdorf liegt in einem Kilometer Entfernung südlich des Ortskerns von Frauenneuharting am Schnittpunkt der Kreisstraßen EBE 20 und EBE 9.

## Schreibweise
Die ältere Schreibweise Jacobneuharting wurde offensichtlich in der Zeit zwischen 1991 und 2007 in Jakobneuharting geändert. In den Unterlagen der Volkszählungen bis einschließlich 1987 wurde die Schreibweise mit „c“ verwendet, ebenso in der Topografischen Karte (TK 25) von 1991. Die TK 25 ab 2007 und auch die aktuelle Liste der amtlichen Gemeindeteile von Frauenneuharting verwendet die Schreibweise mit „k“.

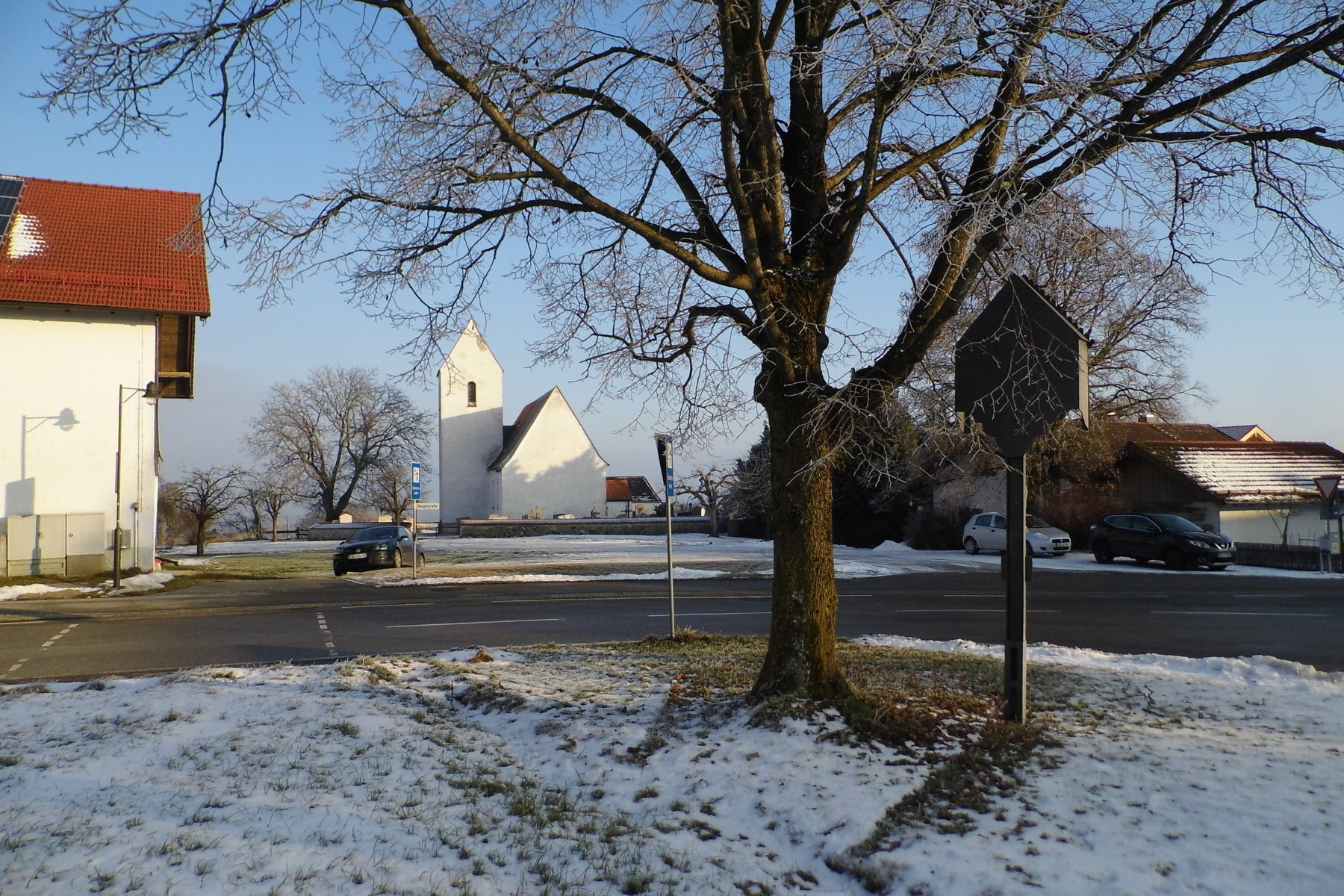
Jakobneuharting an der Straßenkreuzung beim Kircherl St. Jakob d. Ältere im Januar 2021.

## Baudenkmäler
- St. Jakobus (Jakobneuharting)